# 羅機
羅 機（ら き / ルォ・ヂィー、簡体字:罗机）は、中華民国空軍の軍人。字は之綱。空軍教育において大きな功績がある。

## 経歴
小溪寺郷梅州村出身。湖南省第二連合中学第十三班を経て、1924年に漢陽兵工学校に入学するも2か月で中退、1925年に武漢大学に入学するも翌年再び中退、1928年4月、中央陸軍軍官学校第6期歩兵科入学。歩兵第2大隊第5中隊配属。1929年5月、卒業。
1931年3月19日、中央航空学校第1期卒業。高空飛行員に選抜され、中尉に任命。航空第1隊（長：晏玉琮）に配属され、1932年8月15日に少校。
1932年8月9日、軍政部航空第3隊飛行員（長：劉牧群）。同年、パイロットから退き航空署作戦組組長。同年、中国陸軍大学正則班第10期入学。在学中の1933年2月、空軍階級設定に伴い国民革命軍上尉より空軍少尉。
1935年4月、陸大卒業。同年9月7日、空軍中尉。
1936年4月1日、空軍上尉。また、同年5月より航空委員会第一処第一科（作戦）科長。1937年8月、空軍前敵総指揮部参謀科長。また、9月より翌年1月ごろまで情報科長丁炎、通信科長夏滄一、第4大隊長高志航、第26中隊副隊長賴遜岩、励志社幹事の劉毅夫らと捕虜収容所として利用されていた中央体育場にて山下七郎大尉らの取り調べを度々行った。
1938年3月、航空委員会軍令庁参謀処（処長：胡百錫）副処長。1939年5月の人事再編後も留任。
1940年、成都にて空軍参謀学校の創設に携わり、12月1日に開校すると同校の参謀処長。
1943年1月14日、空軍少校。
1943年2月、航空委員会参謀処長。同年10月、空軍第4路司令。後に第3路司令在任中、西安航空站站長尹晋卿を地元の黄金商人と結託し大量の黄金を密輸していたとして逮捕、犯行に米軍の輸送機を悪用していたことから米国当局も徹底した捜査を要請し、軍法会議の結果尹晋卿は銃殺された。1945年8月、航空委員会人事処長。
1946年9月、漢口で空軍第1連隊司令部を基幹に第4軍区司令部が編成され、司令官に就任。国共内戦では華北、華中の前線での対地支援を指揮した。
1946年11月22日、空軍上校。
1949年、衝陽に撤退。当時、すでに国民政府の敗色は濃厚で、第4軍区司令部でも給与が払えないほど財政が逼迫していた。羅は独断で絹糸を空輸させて上海で売り、どうにか毎月の給与を支払う事が出来た。同年1月1日、親族の安否を確認すべく故郷へ赴くも、帰りに交通事故に遭い妻子が死亡、自身も重傷を負う。8月、中国人民解放軍が湖南に進攻し程潜と陳明仁が長沙起義を起こす。羅は長沙、湘潭、邵陽などに飛行機を飛ばし、ビラ散布や爆弾投下を行わせた。
遷台後の1950年3月16日、空軍訓練司令。1950年12月23日、国防部常務次長。また、農業にも関心を持ち、羅重毅少将と荷泉農場を設立したり、台北市内の木柵老泉の土地を購入しミカン農園を経営した。
1965年1月27日、黄麟書、劉兼善、陳玉科らと民国54年特種考試国防部行政及技術人員考試典試委員に選出される。しかし同年6月14日、国防部の午餐会に参加した際、階段から転落して意識不明の重体となり、台北三軍総医院に搬送された。当時国防部長の蔣経国、参謀総長彭孟緝、国防部副部長馬紀壮らが病院に駆けつけるも意識が戻ることはなく、同日12時45分に死亡した。
同年8月12日、空軍二級上将追贈。

## 栄典
- 四等雲麾勲章（中国語版） 1943年10月10日[28]
- 三等空軍復興栄誉勲章 1944年8月13日[29]
- 四等宝鼎勲章（中国語版） 1946年8月14日[30]
- 二等空軍復興栄誉勲章 1947年8月14日[31]